# Александровка (Любашёвский район)
Алекса́ндровка (укр. Олександрівка) — село, относится к Любашёвскому району Одесской области Украины.
Население по переписи 2001 года составляло 276 человек. Почтовый индекс — 66504. Телефонный код — 4864. Занимает площадь 1,019 км². Код КОАТУУ — 5123383707.

## Местный совет
66504, Одесская обл., Любашёвский р-н, с. Сергеевка